# العلاقات البرازيلية البلغارية
العلاقات البرازيلية البلغارية هي العلاقات الثنائية التي تجمع بين البرازيل وبلغاريا.

## مقارنة بين البلدين
هذه مقارنة عامة ومرجعية للدولتين:
| وجه المقارنة                                              | البرازيل | بلغاريا                                                                             |
| --------------------------------------------------------- | --- | ----------------------------------------------------------------------------------- |
| المساحة (كم2)                                             | 8.52 مليون | 110.99 ألف                                                                          |
| عدد السكان (نسمة)                                         | 202.66 مليون | 7.08 مليون                                                                          |
| الكثافة السكانية (ن./كم²)                                 | 23.79 | 63.79                                                                               |
| العاصمة                                                   | برازيليا، ريو دي جانيرو | صوفيا                                                                               |
| اللغة الرسمية                                             | برتغالية برازيلية، Brazilian Sign Language ‏ | اللغة البلغارية                                                                     |
| العملة                                                    | ريال برازيلي، كروزيرو ريال برازيلي ‏، كروزيرو البرازيلية (1990–1993)، البرازيلي كروزادو نوفو، كروزادو برازيلي، cruzeiro ‏، كروزيرو البرازيلية (1942–1967)، الريال البرازيلي (قديم) | ليف بلغاري                                                                          |
| الناتج المحلي الإجمالي (بليون دولار)                      | 2.06 تريليون | 56.83 مليار                                                                         |
| الناتج المحلي الإجمالي (تعادل القوة الشرائية) بليون دولار | 3.22 تريليون | 130.99 مليار                                                                        |
| الناتج المحلي الإجمالي الاسمي للفرد دولار أمريكي          | 8.54 ألف | 8.03 ألف                                                                            |
| الناتج المحلي الإجمالي للفرد دولار أمريكي                 | 15.89 ألف | 17.21 ألف                                                                           |
| مؤشر التنمية البشرية                                      | 0.754 | 0.782                                                                               |
| رمز المكالمات الدولي                                      | +55 | +359                                                                                |
| رمز الإنترنت                                              | .br | .bg، .бг ‏                                                                           |
| المنطقة الزمنية                                           | | ت ع م+02:00، ت ع م+03:00، أوروبا/صوفيا ‏، توقيت شرق أوروبا، توقيت شرق أوروبا الصيفي ‏ |

## مدن متوأمة
في ما يلي قائمة باتفاقيات التوأمة بين مدن برازيلية وبلغارية:
- ترتبط Promissão [الإنجليزية]‏ مع سيليسترا باتفاقية توأمة.

## منظمات دولية مشتركة
يشترك البلدان في عضوية مجموعة من المنظمات الدولية، منها:
| علم المنظمة | اسم المنظمة                        | تاريخ انضمام البرازيل | تاريخ انضمام بلغاريا |
| ----------- | ---------------------------------- | --------------------- | -------------------- |
|             | الاتحاد البريدي العالمي            | ?                     | ?                    |
|             | يونسكو                             | 4 نوفمبر 1946         | 17 مايو 1956         |
|             | البنك الدولي للإنشاء والتعمير      | 14 يناير 1946         | 25 سبتمبر 1990       |
|             | منظمة التجارة العالمية             | ?                     | 1 ديسمبر 1996        |
|             | وكالة ضمان الاستثمار متعدد الأطراف | 7 يناير 1993          | 23 سبتمبر 1992       |
|             | نظام تحكم تكنولوجيا القذائف        | 1995                  | 2004                 |
|             | منظمة الشرطة الجنائية الدولية      | ?                     | ?                    |
|             | الاتحاد الدولي للاتصالات           | 4 يوليو 1877          | 18 سبتمبر 1880       |
|             | مؤسسة التمويل الدولية              | 31 ديسمبر 1956        | 22 يوليو 1991        |
|             | الأمم المتحدة                      | 24 أكتوبر 1945        | 14 ديسمبر 1955       |
|             | مجموعة الموردين النوويين           | ?                     | ?                    |
|             | الفريق المعني برصد الأرض           | ?                     | ?                    |
|             | منظمة حظر الأسلحة الكيميائية       | ?                     | ?                    |

## أعلام
هذه قائمة لبعض الشخصيات التي تربطها علاقات بالبلدين:
- ديلما روسيف (14 ديسمبر 1947[25] – )

## وصلات خارجية
- موقع وزارة الخارجية البرازيلية
- موقع وزارة الخارجية البلغارية